# Brigade HaNeguev
L'unité HaNéguev ou brigade du Neguev (hébreu : חטיבת הנגב) est une unité militaire du Palmah.
Le caractère de l'unité a été, pour beaucoup, influencé par les conditions militaires et logistiques qui découlent des conditions naturelles de la région du désert du Néguev. Les grands espaces, l'éparpillement des zones urbanisées et l'éloignement du centre du pays ont laissé leur marque sur l'organisation pratique de l'unité HaNéguev.[pas clair]

## Historique

### Guerre de 1948
L'unité est créée en mars 1948 dans le contexte de la guerre israélo-arabe de 1948, et on compte parmi ses premiers officiers Nahum Sarig, Oded Massar, David Niv ou Thaddé Diffre. Elle est composée de quatre bataillons.

## Personnalités ayant servi dans la brigade
- Moshe Kelman (1923-1980)